# میرزا سید مهدی معتمدالتولیه
میرزا سیدمهدی معتمدالتولیه از سیاستمداران ایرانی بود، که در دوره نخست
و دوره ششم بعنوان نماینده شهرری در مجلس شورای ملی حضور داشت.